# Acacia colei
Acacia colei — вид квіткових рослин з родини бобових. Ареал: Австралія (Північна територія, Квінсленд, Західна Австралія).

## Екологія
Вид добре пристосований до посушливого середовища та зустрічається в різноманітних середовищах існування, включаючи кам'янисті пагорби та хребти, піщані рівнини, заплави та вздовж дренажних ліній, зростаючи на кам'янистих, піщаних, глинистих ґрунтах.

## Біоморфологічна характеристика

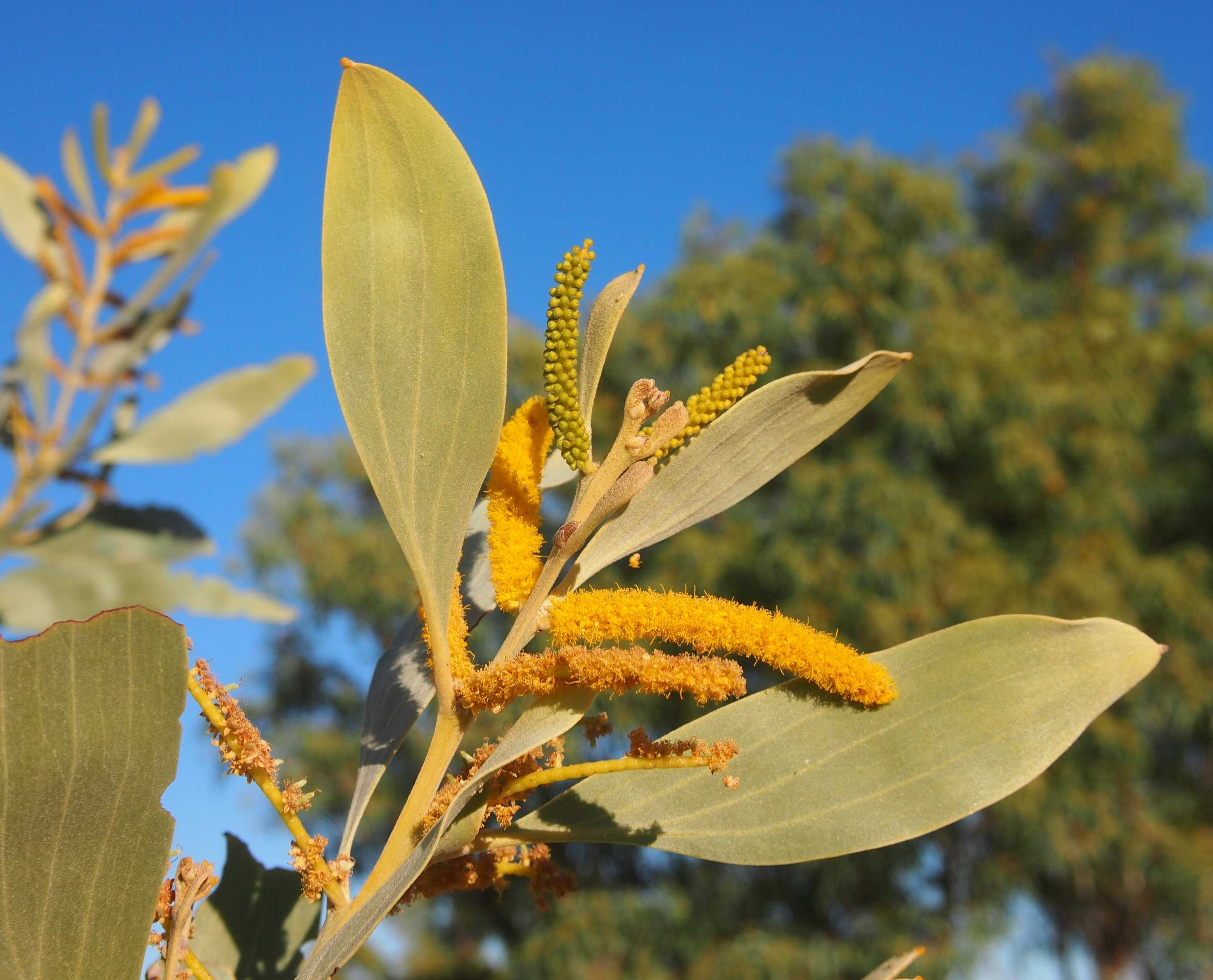

Це кущ, який зазвичай досягає висоти від 2 до 4 метрів або іноді зустрічається у вигляді дерева заввишки близько 9 метрів, як правило, з розлогою звичкою. Має сіруваті нові пагони з блідо-жовто-коричневими волосками, які з віком стають сріблястими. Гострокуті гілочки сріблясті. Філодії від сріблясто-зеленого до сіро-зеленого зазвичай мають косу вузькоеліптичну форму, більш-менш прямі, але часто неглибоко загнуті на вершині. Філодії мають довжину від 11 до 20 см, ширину від 1 до 5.5 см. Квітне з травня по вересень, квітки яскраво-жовті. Голі стручки мають ширину від 3.5 до 4 мм. Блискуче від коричневого до чорного кольору насіння в стручках мають довгасту форму і мають довжину від 4 до 4.5 мм.